# Самкино
Са́мкино (рос. Самкино, марій. Самкино) — присілок у складі Кілемарського району Марій Ел, Росія. Входить до складу Кілемарського міського поселення.

## Населення
Населення — 3 особи (2010; 7 у 2002).
Національний склад (станом на 2002 рік):
- росіяни — 57 %
- марі — 43 %